# ヘティ・ケリー
「ヘティ」ヘンリエッタ・フローレンス・ケリー（"Hetty" Henrietta Florence Kelly, 1893年10月8日 - 1918年11月4日）は、イギリスの歌手およびダンサー。もっとも、歌手・ダンサーとしての事績よりも、「チャールズ・チャップリンの初恋の女性」として知られている。1908年のある日、チャップリンは一目ぼれしたヘティに求愛し、デートを重ねて結婚話まで切り出すが逆に警戒されて、交際は一週間ほどでチャップリンの失恋という形で終わった。しかし、ヘティとの出会いはチャップリンが描く理想の女性像に決定的な影響を与え、チャップリンがのちに世界的な有名人になってからも、強い影響を及ぼし続けた。

## 生涯
「ヘティ」ことヘンリエッタ・フローレンス・ケリーは、1893年10月8日にブリストル、ギニー・ストリート12番地で生まれる。父のウィリアム・ヘンリー・ケリーは椅子職人。4人兄弟で、ヘティの上にはイーディスという姉とアーサーという兄、ほかに姉妹が1人いた。母のイライザ・ケリーは4人兄弟を連れてロンドンに出て、子どもを全員舞台人にさせようと考えていた。やがてヘティは「ヤンキー・ドゥードル・ガールズ」という歌とダンスのグループに入って、歌手およびダンサーとしての活動を始める。
一方、1908年2月にチャップリンはフレッド・カーノー主宰の劇団に入る。カーノー劇団に入ってからのチャップリンは、人を楽しませていると思えば独りでいることも多く、時には「お高くとまっている」と勘違いされることもあった二十歳前の若者であった。そのような中でチャップリンは、カーノー劇団に入る3年前から芝居のポスターに描かれた若い女性をきっかけに、一人ロマンスをかきたてていたが、間もなく、そのロマンスが現実のものとなろうとしていた。1908年の夏から秋に季節が変わろうとするころのある週、カーノー劇団はストレッタムのストレッタム・エンパイア・シアターで公演を行っていたが、同じ週にヘティのいる「ヤンキー・ドゥードル・ガールズ」もストレッタム・エンパイア・シアターに出演していた。3つの劇場を掛け持ちしていたカーノー劇団は昼間にストレッタムで公演を行っており、観客の入りも芳しくなく暑さも難敵であった。「ヤンキー・ドゥードル・ガールズ」はカーノー劇団のひとつ前の出番を務めており、番組初日はチャップリンは「ヤンキー・ドゥードル・ガールズ」に対しては大して気にも留めていなかった。次の日、チャップリンが舞台のそでに立って「ヤンキー・ドゥードル・ガールズ」の公演をぼんやりと見ていたところ、ダンスを踊っていた一人の少女が足を滑らせ、周囲がくすくす笑い出した。くすくす笑っていた仲間の一人がヘティであり、何気なしにチャップリンの方を見たところ、目線が合った。

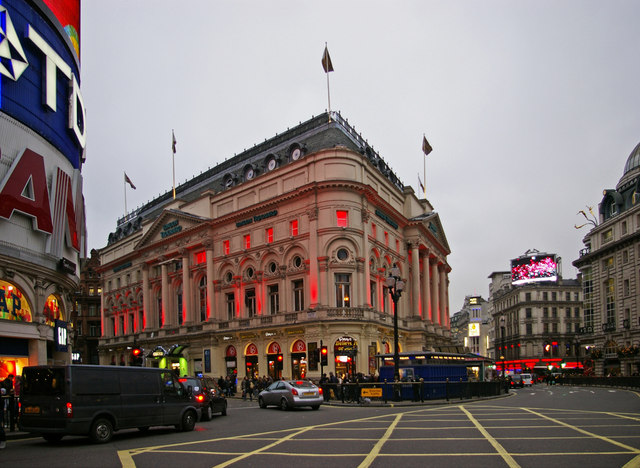
「ロンドン・トロカデロ」

やがて出番を終えた「ヤンキー・ドゥードル・ガールズ」が舞台のそでに引き揚げ、ヘティは髪を直すためにチャップリンに手鏡を持ってくれるよう頼み、チャップリンはこれを好機としてヘティを観察した。水曜日、チャップリンはヘティに「日曜日に会ってくれないか」とデートのお誘いをしたが、この時のチャップリンは『唖鳥』のメーキャップをしたままヘティに会ったため、素顔ではなかった。翌日にチャップリンは素顔の写真をヘティに手渡し、写真を見たヘティはチャップリンを年寄りか、若くても30代だと思っていたことを明かした。日曜日になり、チャップリンは洒落た姿に身を固めてヘティとのデートに臨むが、ここにきてヘティの素顔を見ていないことに不安になった。約束の時間に現れたヘティは、すっぴんに水兵のような恰好をしており、その姿を見たチャップリンは素顔のヘティと顔を合わせているというだけで興奮し、すっかり動揺をしてしまった。2人はシャフツベリー・アベニューのレストラン「ロンドン・トロカデロ」に行くが、ヘティがすでに食事を済ませていたこととチャップリンがヘティに夢中のあまりに食事どころではなかったため、盛り上がりを欠いた。食事のあと、ヘティは帰途に就く。チャップリンも途中まで同行し、テムズ川沿いに歩いてヘティは他愛のない話を続けるものの、チャップリンはうわの空で聞いていた。デート初日のことをチャップリンは『自伝』で次のように回想する。
週が変わって月曜日、火曜日、水曜日とチャップリンはシャフツベリー・アベニューの劇場で稽古があったヘティと早朝にデートを重ねたが、チャップリンにとってはヘティの家があるカンバーウェルが夢の街のように思えたし、ヘティを目の前にしたチャップリンは尋常ではなかった。「暴走」したチャップリンは、この間にヘティに結婚をほのめかす態度をとったようで、これがヘティの癇に障った。木曜日の朝、チャップリンがヘティに会いに行くと、ヘティは過去3日とは違うよそよそしい態度で現れ、突き放す言葉を投げかけた。チャップリンはヘティの変化に戸惑い、冗談で求愛したもののヘティの態度に変化はなかった。ヘティは、自分が15歳になる間際でチャップリンが4つ上でしかないことから「期待が大きすぎるからよ」と言ったものの、チャップリンには理解できていなかった。やがて、地下鉄の駅に着いたところでチャップリンは「もう会わないほうがいいのだろうか」とヘティに問いかけ、これに対してヘティは「ごめんなさいね」といって去っていった。金曜日、諦めきれないチャップリンはカンバーウェル詣でを行ったが、ヘティの家に行くと母のイライザが現れて「昨日、ヘティが泣きながら帰ってきた」などと聞かされる。頼みこんでヘティに会うことができたものの、ヘティの態度は「早く帰れ」といわんばかりの態度であった。ヘティに「さようなら」と言われてドアを閉められたのが最後であり、チャップリンは見事に失恋した。
このあとのヘティの事績ははっきりしない。失恋から2年後（1910年）にアメリカに住む姉夫婦のところに立つ直前にチャップリンと会っているが、この時にはチャップリンの目にはヘティが「コケティッシュな愚かな女」に見えた。また、経済的に自立する生活を送っていたようである。第一次世界大戦勃発後の1915年8月、ヘティはのちに准男爵となったサー・エドガー・ホーン准男爵の息子で、国防義勇軍中尉のアラン・エドガー・ホーン(1889-1984)と結婚して「ヘンリエッタ・フローレンス・ホーン」と改名する。結婚後はメイフェアに住んで娘を出産し、病気にもなった。1918年7月、ヘティは8年ぶりに、著名人となったチャップリンとコンタクトを取ろうと「愚かな小娘のことをおぼえていらっしゃいますか・・・」との書き出しで始まる手紙を書いて送った。チャップリンは筆跡でヘティからの手紙だと知り、日ごろの筆不精が珍しく返事の手紙を書いてヘティのもとに送った。しかし、この手紙がヘティのもとに届き、ヘティの目に触れたかどうかは定かではない。確実な動きは以下のとおりで、ヘティは1918年10月18日ごろにスペインかぜに罹り、10月27日には肺炎を併発させて症状を悪化させ、第一次世界大戦が休戦する一週間前の1918年11月4日に亡くなった。25歳没。
ヘティの死をチャップリンが知ったのは、1921年のことであった。長編『キッド』を完成させたあとにチャップリンは世界漫遊の旅に出たが、船旅の末に到着したサウサンプトンでヘティの兄アーサーと対面した時に初めて知ったのである。

## チャップリンへの影響、その他
大言壮語の気があるとしてもヘティは、チャップリンの母で「世界一のパントマイム芸人」のハンナ・チャップリン、「チャーリー」像の確立に間接的に貢献したエドナ・パーヴァイアンスと並んで、チャップリンの生涯に大きな影響を与えた女性の一人である。ヘティはチャップリンにとっての「理想の女性像」を確立したとされ、チャップリンの伝記を著した映画史家のデイヴィッド・ロビンソンは、チャップリンがミルドレッド・ハリスと1918年に結婚したのはミルドレッドに「子どものような性格が輝いて」いたのに惹かれた結果とし、その要因にヘティの存在を挙げている。第二次世界大戦後になっても、『ライムライト』（1952年）製作時にクレア・ブルームのための衣装を選んでいた際、「ヘティはこんな服を着ていた。母はこんな感じだった」と口にしていたことをクレア自身が回想している。影響の負の面については定かではない。
ロビンソンはまた、イライザがヘティとチャップリンの交際に良い顔をしなかったのは、チャップリンを「将来の見込みもないケチな寄席芸人ごとき」とみていたからだとする。事実、ヘティも含めて3人の娘はいずれも財産や地位のある男性と結婚するが、このうちイーディスの結婚がヘティの血縁者とチャップリンを結びつけることとなった。イーディスはアメリカの富豪フランク・ジェイ・グールドと結婚するが、グールドが映画界に進出した際に弟アーサーがその仕事に関わることとなった。アーサーはチャップリンとの面会後にユナイテッド・アーティスツに入社して会計担当やチャップリンの代理人を務め、のちにユナイテッド・アーティスツ副社長を務めた。
1992年公開のリチャード・アッテンボロー監督によるチャップリンの伝記映画『チャーリー』では、モイラ・ケリーがチャップリンの三番目の妻であるウーナ・オニールとの二役でヘティを演じた。